# Висеча
Висеча (пол. Wysiecza, нім. Waldheim) — село в Польщі, у гміні Венґожево Венґожевського повіту Вармінсько-Мазурського воєводства.
Населення — 74 особи (2011).
У 1975-1998 роках село належало до Сувальського воєводства.

## Демографія
Демографічна структура станом на 31 березня 2011 року:
|          | Загалом | Допрацездатний вік | Працездатний вік | Постпрацездатний вік |
| -------- | ------- | ------------------ | ---------------- | -------------------- |
| Чоловіки | 33      | 1                  | 27               | 5                    |
| Жінки    | 41      | 9                  | 18               | 14                   |
| Разом    | 74      | 10                 | 45               | 19                   |